# Waga

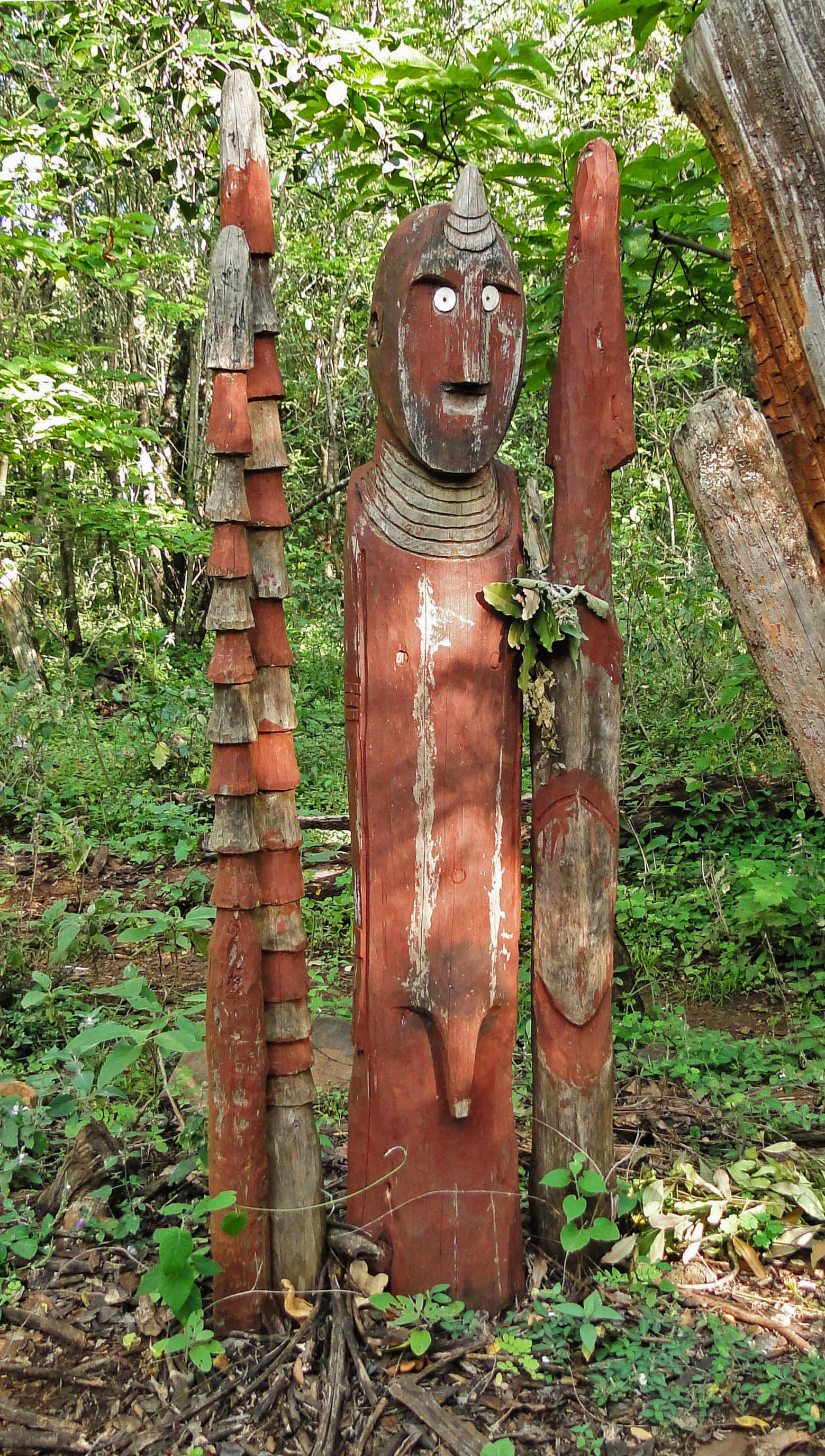
Waga bij Konso in Ethiopië

Waga- of waka-beelden zijn gedenktekens die worden gemaakt door de Konso in Zuid-Ethiopië. De waga-beelden representeren overleden mannen en helden die een of meerdere vijanden of hebben gedood. Ook wordt er een waga gemaakt als ze een leeuw of luipaard hebben gedood. 
De waga’s worden uit hout gesneden en zien er enigszins troosteloos en kil uit. De beelden van deze helden worden vaak omringd door beelden van zijn vrouwen en slachtoffers. Ook wanneer hij een leeuw of luipaard gedood heeft komt er een beeld bij van dit dier. Waga’s omringen meestal de heilige Mora’s of staan langs de hoofdwegen van het dorp zodat ze duidelijk zichtbaar zijn. Voor de waga’s worden stenen neergelegd als indicatie van hoeveel velden de man in zijn bezit had. Mannen met veel rijkdom hebben soms ook een beeld van een aap bij hun waga staan aangezien een aap als een teken van rijkdom wordt gezien. Ook moet er betaald worden voor een ‘craftsman’ om de waga’s te maken. Waga’s staan dus symbool voor het individuele succes en de rijkdom van de overleden man. 
De naam waga is samengesteld uit de woorden wa- aka, wat ‘iets van de grootvaders’ betekent. Een waga heeft niks te maken met het woord Waĝa, wat god betekent.